# Jean-Adolphe de Schleswig-Holstein-Sonderbourg-Norbourg
Jean-Adolphe de Schleswig-Holstein-Sonderbourg-Norbourg (allemand : Johann Adolf ou Hans Adolf; 15 septembre 1576 – 21 février 1624), est un noble allemand.

## Biographie
Il est un duc de Norbourg à Als. Il est le fils de Jean de Schleswig-Holstein-Sonderbourg et sa femme Élisabeth de Brunswick-Grubenhagen. Lorsque son père meurt en 1622, il hérite de la zone autour de Norbourg sur l'île d'Als et devient ainsi le premier duc de Schleswig-Holstein-Sonderbourg-Norbourg. Il va à Rome pour étudier à partir de 1596 à 1597, comme a fait son père.
Il est fiancé pour Marie-Hedwige, fille du duc Ernest-Louis de Poméranie. Cependant, elle meurt en 1606, avant le mariage. Il reste célibataire.
Jean-Adolphe est mort en 1624. Son frère Frédéric de Schleswig-Holstein-Norbourg hérite de son titre et ses terres.